# Shannon Lee

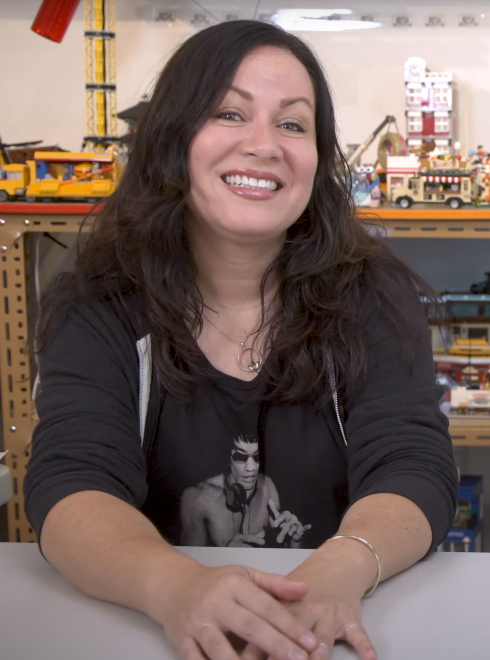
Shannon Lee, 2019

Shannon Emery Lee (selten als chinesisch 李香凝 Lee Heung-Ying ; * 19. April 1969 in Santa Monica, Kalifornien) ist eine US-amerikanische Schauspielerin und Geschäftsfrau mit chinesischen Wurzeln väterlicherseits.

## Leben
Sie ist die Tochter des Martial-Arts-Filmstars Bruce Lee und der Lehrerin und Autorin Linda Lee Cadwell sowie Schwester von Brandon Lee.
Als Kind lebte sie in Los Angeles und Hongkong gleichermaßen. Im Alter von 17/18 Jahren zog sie nach New Orleans, im US-Bundesstaat Louisiana, wo sie die Tulane-Universität besuchte. Dort erhielt sie ihren Bachelor of Fine Arts in vocal performance und trat bei verschiedenen Musicals, Opern und Konzerten auf. 1993 kehrte Lee nach Los Angeles zurück, um als Schauspielerin zu arbeiten.
Neben vielen Rollen als Darstellerin in Filmen wie 1998 in Blade und 2001 in Torus – Das Geheimnis aus einer anderen Welt war Lee auch als Produzentin aktiv. Sie produzierte 2008 die 50 Folgen der Biographieserie Li Xiao Long chuan qi – englisch The Legend of Bruce Lee sowie 2009 die Dokumentation How Bruce Lee Changed the World.
Heute ist Lee CEO der Bruce Lee Family Companies und Vorsitzende des Verwaltungsrates der Bruce Lee Foundation. Sie ist Mutter einer Tochter (Wren) und war von 1994 bis 2007 mit Anthony Ian Keasler verheiratet.

## Filmografie (Auswahl)
Darstellerin
- 1973: Bruce Lee, the Man and the Legend / Bruce Lee – The Legend / Year of the Dragon – Dokumentarfilm
- 1993: Dragon – Die Bruce Lee Story (Dragon: The Bruce Lee Story)
- 1994: Cage II
- 1997: High Voltage – Tödliche Bande (High Voltage)
- 1998: Blade
- 1998: Enter the Eagles / And Now You're Dead (kant. Wan San Si Daam, 渾身是膽)
- 1998: Martial Law – Der Karate-Cop (Martial Law, eine Folge) – Fernsehserie
- 2001: Torus – Das Geheimnis aus einer anderen Welt (Epoch) – Fernsehfilm
- 2002: Meine Schwester das Biest (She Me and Her)
- 2003: Lessons for an Assassin
- 2012: Ich bin Bruce Lee (I Am Bruce Lee)
- 2020: Be Water – Dokumentarfilm
- 2023: Warrior – Fernsehserie (Folge 3x06)

Produzentin
- 2008: The Legend of Bruce Lee (Li Xiao Long chuan qi)
- 2009: How Bruce Lee Changed the World – Dokumentarfilm
- 2012: Ich bin Bruce Lee (I am Bruce Lee) – Dokumentarfilm
- 2019–2023: Warrior – Fernsehserie

## Rechtsstreit
Shannon Lee reichte Ende 2019 Klage beim Shanghaier Gericht gegen die chinesische Schnellrestaurantkette Kungfu ein, wegen Urheberrechtsverletzung des Restaurantlogos.